# Witkapduif
De witkapduif (Patagioenas leucocephala) is een vogel uit de familie Columbidae (duiven).

## Verspreiding en leefgebied
Deze soort komt voor van zuidelijk Florida tot West-Indië en oostelijk Midden-Amerika.

## Status
De grootte van de populatie is in 2019 geschat op 550.000 volwassen vogels. Op de Rode lijst van de IUCN heeft deze soort de status gevoelig.